# 吹上温泉 (北海道)

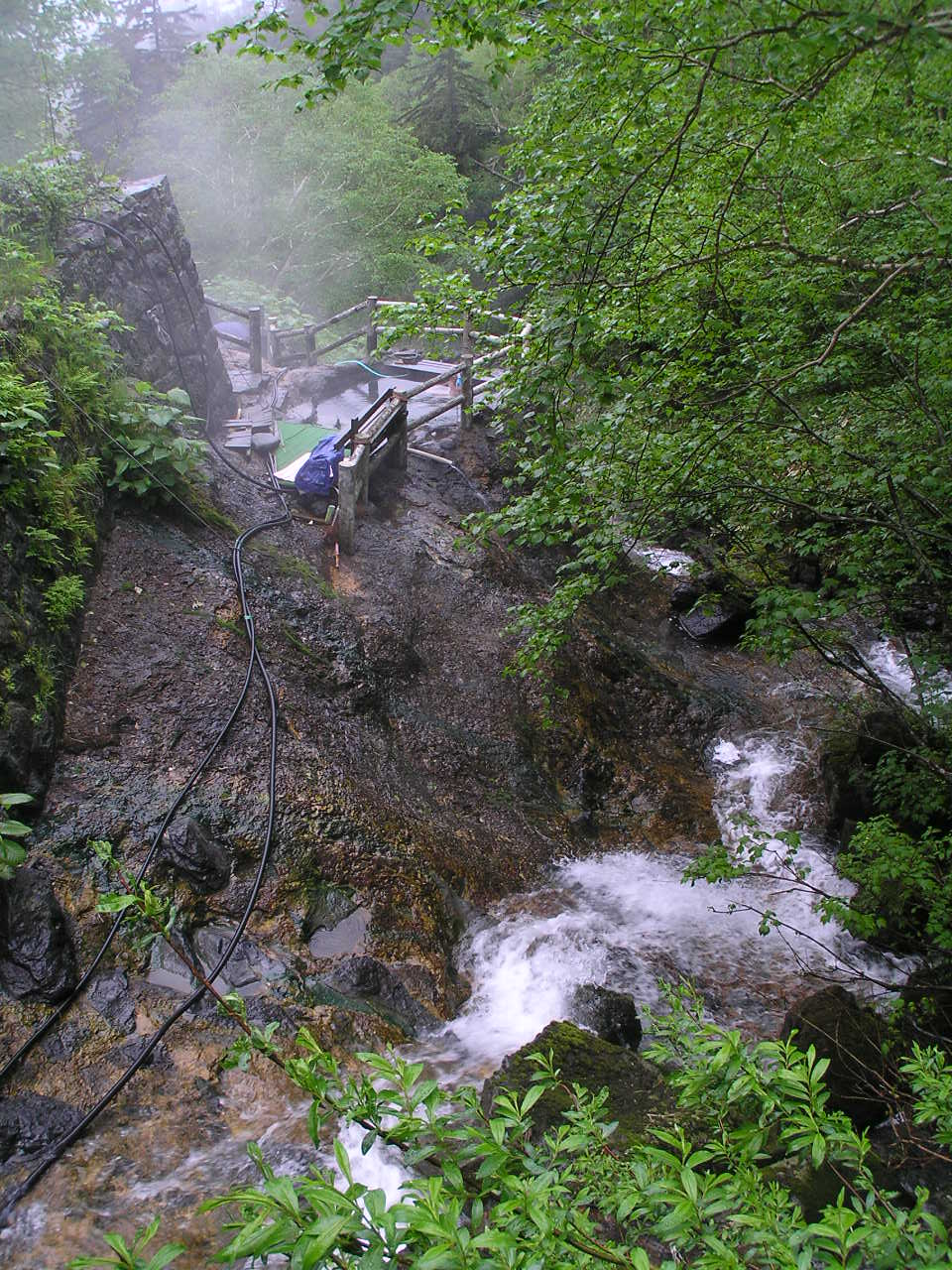
吹上の湯全景

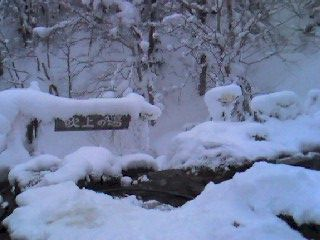
冬の様子

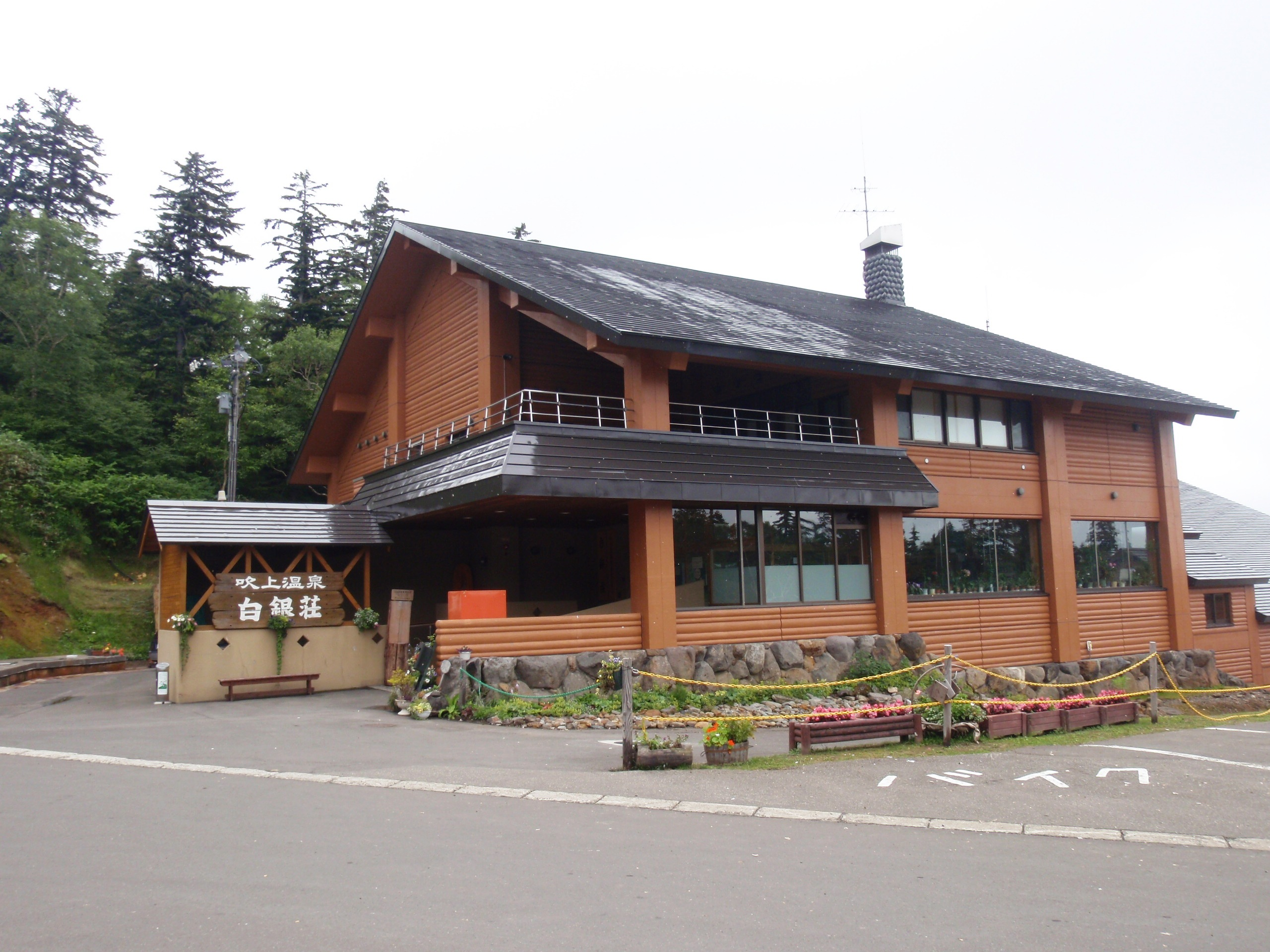
白銀荘

吹上温泉（ふきあげおんせん）は、北海道空知郡上富良野町吹上温泉にある温泉である。

## 泉質
- 酸性 - カルシウム・ナトリウム - 硫酸塩・塩化物泉（酸性低張性高温泉）（旧泉質名：含石膏 - 酸性泉）
  - 無色透明、酸味、無臭
  - 源泉温度　47℃、pH 2.6（酸性）

### 効能
- 神経痛、リューマチ、慢性皮膚病、婦人病など。

※効能はその効果を万人に保証するものではない。

## 温泉地
一軒宿の吹上温泉、町営吹上温泉保養センター「白銀荘」は、近代的な設備を備え、男女合計8つの湯船を持ち、庭園風の大きな露天風呂もある。48名が宿泊できる自炊可能な相部屋の素泊まり宿泊施設も完備され、登山者や山スキー愛好者やライダー等の利用も多い。向かいには、かつて山小屋であった頃の旧館（廃屋）も残され、当時の山小屋を知ることができる。白銀荘の近傍には広いキャンプサイトもある。
「白銀荘」から徒歩5分くらいの雑木林の中には混浴無料露天風呂（野湯）である「吹上露天の湯」がある。湯舟は大きな岩盤の上に築かれ、すぐ脇を滝が流れ落ち野趣にあふれる立地である。冬季、浴槽脇には、雪を落としいれて湯温を調節するためのスコップが置かれる。
湯は無色透明酸味無臭である。ドラマ「北の国から'95秘密」で黒板五郎（田中邦衛）と小沼シュウ（宮沢りえ）が入浴したことで有名になり、休日はいつも混みあっている。
10数台の駐車スペースと簡易トイレがあるが、建物、更衣室等の設備はなく、また照明も全くない。24時間入浴可能。

## 歴史
1897年（明治30年）の発見であるとされる。明治末期に温泉宿の営業が始まり、1932年（昭和7年）には吹上温泉株式会社が設立されて湯治場として栄えたが、1943年（昭和18年）に温泉宿は廃業した。
その後露天風呂は当地に放置されていたが、1962年（昭和37年）の十勝岳噴火後に湯温は入浴不可なほど急激に下がってしまった。
1988年（昭和63年）、再び十勝岳の噴火が起きると湯温は上昇に転じ、野湯の利用者が増えたため、1991年（平成3年）に入って「吹上露天の湯」として露天風呂の整備が実施された。1997年（平成9年）には、従来からあった山小屋「白銀荘」が温泉施設として新築改装した。

## アクセス
- 鉄道 ・バス: 富良野線上富良野駅からは上富良野町営バス十勝岳線（1日3便）で30分、吹上温泉保養センター前下車すぐ。
- 自動車：道央自動車道滝川ICから国道38号・国道237号・北海道道291号吹上上富良野線・北海道道966号十勝岳温泉美瑛線を美瑛方面へ89km、約2時間。

白金温泉からの北海道道966号十勝岳温泉美瑛線（望岳台ゲート～白銀ゲート）は10月中旬から5月中旬ころまで冬期通行止である。この期間は美瑛側からのアプローチはできない。